# Patricia Espinosa
Patricia Espinosa Cantellano (Ciudad de México, 21 de octubre de 1958) es diplomática mexicana. Fue secretaria ejecutiva de la Convención Marco de las Naciones Unidas sobre Cambio Climático (2016-2022); con destacada trayectoria como integrante del Servicio Exterior Mexicano: secretaria de Relaciones Exteriores entre 2006 y 2012; embajadora ante Austria y Alemania; así como embajadora Emérita de México desde 2012, entre otras misiones diplomáticas de alta responsabilidad.

## Biografía
Licenciada en Relaciones Internacionales por El Colegio de México, con posgrado en derecho internacional en el Instituto Universitario de Altos Estudios Internacionales en Ginebra, Suiza.
Embajadora de carrera, ingresó al Servicio Exterior Mexicano (SEM) el 16 de septiembre de 1981.
En su rol de secretaria ejecutiva de la Convención Marco de las Naciones Unidas sobre Cambio Climático (2016-2022), lideró el proceso de transformación de la organización para respaldar con mayor determinación y efectividad la instrumentación del Acuerdo de París a nivel mundial.   
Por su destacada trayectoria diplomática, fue distinguida por el presidente mexicano Felipe Calderón como Embajadora Emérita de México (2012). El más alto honor en el (SEM) que solo pueden detentar cinco diplomáticos a la vez.
Como secretaria de Relaciones Exteriores (2006-2012) fue responsable de:
- Organizar la primera Cumbre del G-20 en un país con economía emergente (México, 2012);
- Conducir la 16.ª Conferencia de las Naciones Unidas sobre el Cambio Climático (COP16), la cual consiguió con éxito establecer los "Acuerdos de Cancún" y con ello se restableció la credibilidad y confianza en el proceso multilateral después de la conferencia fallida de Copenhague (2009);
- Fortalecer la relación bilateral con Estados Unidos a través de mecanismos estrechos de diálogo y cooperación en temas relevantes;
- Coordinar el enlace de México con la comunidad internacional durante la pandemia H1N1 -iniciada en dicho país-;
- Liderar las negociaciones que crearon la Comunidad de Estados Latinoamericanos y Caribeños -un hito en la historia de la región- y establecieron la Alianza del Pacífico ( mecanismo de integración conformado por Chile, Colombia, México y Perú).

Al frente de la embajada de México en Alemania (2012-2016) lideró los trabajos para fortalecer la relación bilateral, con énfasis en la generación de oportunidades económicas para México, lo que llevó a un aumento de la inversión alemana y al crecimiento del comercio entre ambas naciones.
Además ha sido responsable de asuntos económicos en la Misión Permanente de México ante la ONU, Ginebra (1982-88); jefa de Gabinete del Subsecretario de Relaciones Exteriores (1989-91);  directora de Organizaciones Internacionales (1991-93); integrante de la Misión Permanente de México ante la ONU, Nueva York (1993-97);  presidenta de la Tercera Comisión, Asamblea General, ONU (1996-97); directora general de Organismos Regionales de las Américas (1997-1999); embajadora de México en Alemania (2001-2002); así como embajadora de México en Austria, Eslovenia y Eslovaquia y Representante Permanente ante organismos internacionales en Viena (2002-2006).

## Reconocimientos
Su trayectoria de liderazgo ha sido reconocida con:
- El Premio Alemán de Sostenibilidad (2012).
- El Premio a la Sostenibilidad por la Saxon Hans-Carl von Carlowitz Society (2019).
- Condecoraciones delos gobiernos de Alemania, Argentina, Austria, Chile, Colombia, Dinamarca, El Salvador, Guatemala, Países Bajos, Paraguay y Perú.

## Destacadas participaciones profesionales
- Integrante del Panel de Alto Nivel de Personas Eminentes en la Agenda 2030.
- Comisionada en la Comisión Global de Adaptación.
- Integrante del Grupo Consultivo de Alto Nivel del InsuResilience Global Partnership.
- Fundadora del capítulo Berlín-Bonn de International Gender Champions.
- Consejera asesora de la Fundación Mary Robinson – Climate Justice.
- Integrante del Grupo Asesor de Alto Nivel de la OCDE.
- Integrante de la Junta del Pacto Mundial de Alcaldes por el Clima y la Energía.

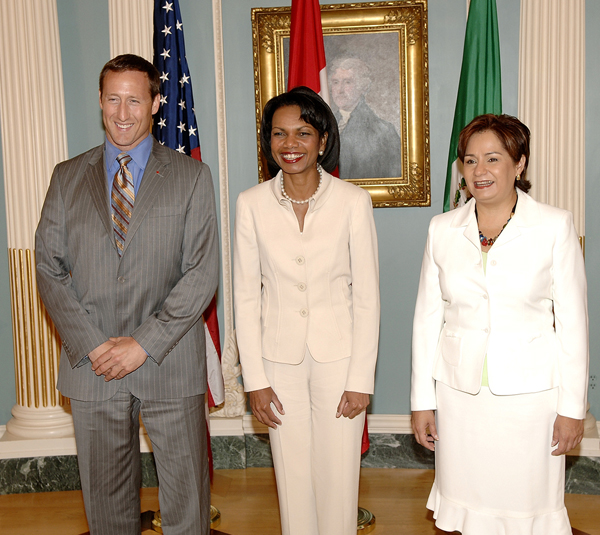
De derecha a izquierda: Espinosa, Condoleezza Rice y Peter MacKay.